# Джойя, Гаэтано
Гаэта́но Джо́йя (итал. Gaetano Gioia; 1768 (1764?), Неаполь — 30 марта 1826, там же) — итальянский танцовщик и хореограф, наряду с Сальваторе Вигано — крупнейший представитель итальянской хореодрамы.

## Биография
Родился в семье Антонио Джойя и Анны Карбани (Фиори). До 12 лет воспитывался в иезуитском колледже — его отец, хотя сам был танцовщиком, хотел, чтобы сын стал священником. Будущее ребёнка изменил Огюст Вестрис, который был другом семьи Джойя.
Дебютировал в Риме (вероятно, в женской партии:172). Затем танцевал в Турине и Виченце, где поставил свой первый балет «Софонисба» (1789). Балет имел успех и Гаэтано начал танцевать и одновременно ставить балеты по всей Европе: в начале 1790-х — в Венеции, в 1793 — в Лиссабоне, затем в Милане (где он выступал в балетах Анджолини и ставил в его стиле), Ливорно, Флоренции и Генуе.
В начале XIX века начал работать в Вене, где ставил балеты в стиле классицизма. Серьёзно заболев, он перестал танцевать и вернулся в родной Неаполь, где стал работать балетмейстером в театре Сан-Карло. С этого времени началось его соперничество с Вигано — хореографов называли Эсхилом и Софоклом итальянской пантомимной драмы.
Работал в театре Ла Скала до 1812 года (?), когда на посту балетмейстера его сменил Сальваторе Вигано.

## Принципы работы
В балетах Джойи были заложены многие предпосылки, затем подхваченные и развитые в творчестве С. Вигано. Балетмейстера отличало пристрастие к трагическим пантомимам. При создании балетов он углублялся в изучение истории и мифологии, стремясь к самостоятельной трактовке исторических событий и поэтических легенд:172.
Хотя в эпоху преромантизма музыка играла иллюстративную роль, скорее сопровождая пантомиму, чем порождая танец, Джойя в своих спектаклях отталкивался от музыкальной образности и сохранял последовательность её структурных форм. Он редко сотрудничал с композиторами, предпочитая готовый материал и зачастую компануя партитуры своих балетов из пьес разных авторов. Имея музыкальное образование, хореограф сам сочинял «некоторые голоса» собственных балетов. Задумав план акта или отдельной сцены, он проверял на скрипке написанную или подобранную им музыку:173.
Хореографа интересовал танец, в котором бы раскрывались чувства героев, поэтому наиболее важной составляющей его спектаклей являлись действенные пластические монологи и диалоги солистов. В его балетах академическая техника и чистый танец уступали место страстям итальянской хореодрамы. Собственно танец, демонстрирующий технику и мастерство артистов, хореограф рассматривал как формальный вид искусства, предназначенный «лишь для услады взора». В то же время в своих комедийных балетах он, как и Вигано, не чурался традиций акробатических площадных зрелищ.
Джойя совершил переворот в трактовке функций кордебалета, отказавшись от приёма синхронности, когда танцовщики одновременно повторяли какие-либо движения или жесты. Взамен он составлял актёрские ансамбли, естественно движущиеся по законам пантомимы. В артистах кордебалета ему потребовались актёрские качества: каждый исполнитель объёмных движущихся полотен получал самостоятельный пластический текст, который должен был сочетать с действиями других артистов.
Его пантомимные драмы отличал грандиозный пафос массовых сцен. Так, грандиозный масштаб зрелища, монолитность больших пластов и одновременно искусная проработка эпизодов, согласованность действий главных героев и кордебалета обеспечили успех балету «Андромеда и Персей» (1803). В то же время, хотя строение массовых сцен всегда подчинялось формуле драматического спектакля, бывало, что избыток подробностей приводил к громоздкости и длиннотам.
Большую роль в его балетах играла искусная машинерия: землетрясения, бури, ураганы и другие стихийные бедствия чередовались с обвалами, пожарами и прочими катастрофами. Так, в балете «Морлакки» эффектно рушился мост, по которому спасались бегством главные герои:176.
В постановках балетмейстера блистали такие танцовщики, как Никола Молинари.

## Постановки
За 37 лет работы балетмейстером Джойя сочинил 221 балет, пробуя себя в самых разных жанрах: от деми-характерного и комического до серьёзного и трагического, от небольших одноактных работ до полотен в 7 актов. Наиболее плодотворной стала его работа в театре Сан-Карло — за шесть лет он показал там 30 балетов. Такая плодовитость временами вела к самоповторам и небрежности, что отмечалось критикой.
Виченца
- 1789 — «Софонисба»

Вена
- «Альцеста», «Суд Париса», «Зелима»

Театр Сан-Карло, Неаполь
- 1803 — «Андромеда и Персей»
- 1804 — «Возвращение Улисса в Итаку»

Театр Ла Скала, Милан
- 1807 — «Цезарь в Египте»
- 1823 — «Замок Кенильворт», большой исторический балет в пяти действиях, «Сибирские изгнанники» (по роману Софи Коттен)
- «Кора, или Дева солнца» (по поэме Мармонтеля «Инки»)

## Семья
Брат Гаэтано Фердинандо также был артистом балета и балетмейстером: он восстанавливал постановки Гаэтано в разных балетных труппах и преподавал в миланской Школе пантомимы.